# Gminy w Danii

Regiony Danii po 1 stycznia 2007

Gminy Danii po 1 stycznia 2007

## Struktura po 1stycznia 2007
Dania po reformie z 2007 podzielono na pięć regionów i 98 gmin.

### Region Stołeczny
- Gmina Albertslund
- Gmina Allerød
- Gmina Ballerup
- Gmina regionalna Bornholm
- Gmina Brøndby
- Gmina Dragør
- Gmina Egedal
- Gmina Fredensborg
- Gmina Frederiksberg
- Gmina Frederikssund
- Gmina Furesø
- Gmina Gentofte
- Gmina Gladsaxe
- Gmina Glostrup
- Gmina Gribskov
- Gmina Halsnæs[3]
- Gmina Helsingør
- Gmina Herlev
- Gmina Hillerød
- Gmina Hvidovre
- Gmina Høje-Taastrup
- Gmina Hørsholm
- Gmina Ishøj
- Gmina Kopenhaga
- Gmina Lyngby-Taarbæk
- Gmina Rudersdal
- Gmina Rødovre
- Gmina Tårnby
- Gmina Vallensbæk

### Zelandia
- Gmina Faxe
- Gmina Greve
- Gmina Guldborgsund
- Gmina Holbæk
- Gmina Kalundborg
- Gmina Køge
- Gmina Lejre
- Gmina Lolland
- Gmina Næstved
- Gmina Odsherred
- Gmina Ringsted
- Gmina Roskilde
- Gmina Slagelse
- Gmina Solrød
- Gmina Sorø
- Gmina Stevns
- Gmina Vordingborg

### Dania Południowa
- Gmina Assens
- Gmina Billund
- Gmina Esbjerg
- Gmina Faaborg-Midtfyn
- Gmina Fanø
- Gmina Fredericia
- Gmina Haderslev
- Gmina Kerteminde
- Gmina Kolding
- Gmina Langeland
- Gmina Middelfart
- Gmina Nordfyn
- Gmina Nyborg
- Gmina Odense
- Gmina Svendborg
- Gmina Sønderborg
- Gmina Tønder
- Gmina Varde
- Gmina Vejen
- Gmina Vejle
- Gmina Ærø
- Gmina Aabenraa

### Jutlandia Środkowa
- Gmina Favrskov
- Gmina Hedensted
- Gmina Herning
- Gmina Holstebro
- Gmina Horsens
- Gmina Ikast-Brande
- Gmina Lemvig
- Gmina Norddjurs
- Gmina Odder
- Gmina Randers
- Gmina Ringkøbing-Skjern
- Gmina Samsø
- Gmina Silkeborg
- Gmina Skanderborg
- Gmina Skive
- Gmina Struer
- Gmina Syddjurs
- Gmina Viborg
- Gmina Århus

### Jutlandia Północna
- Gmina Brønderslev
- Gmina Frederikshavn
- Gmina Hjørring
- Gmina Jammerbugt
- Gmina Læsø
- Gmina Mariagerfjord
- Gmina Morsø
- Gmina Rebild
- Gmina Thisted
- Gmina Vesthimmerland
- Gmina Aalborg

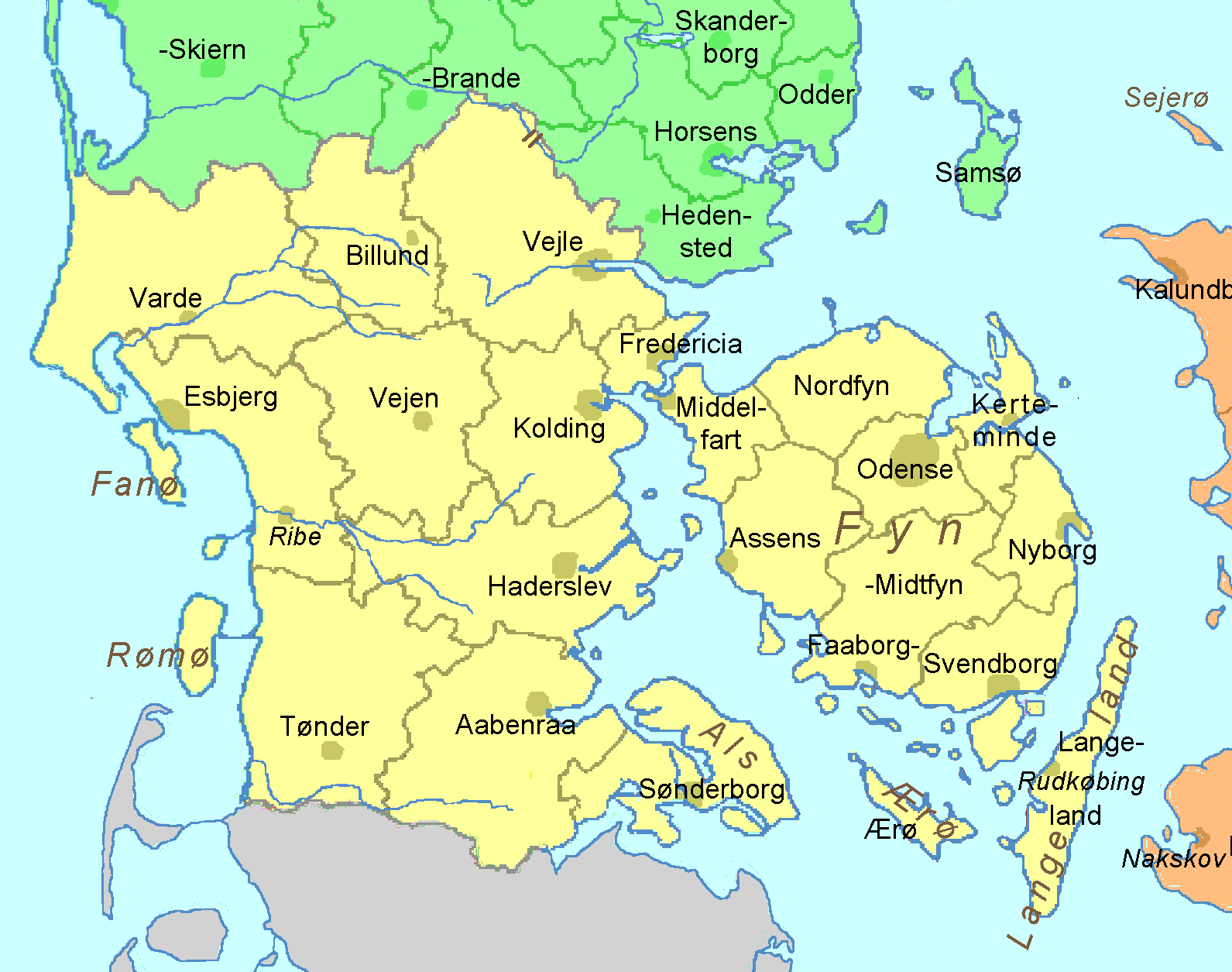
Dania Południowa
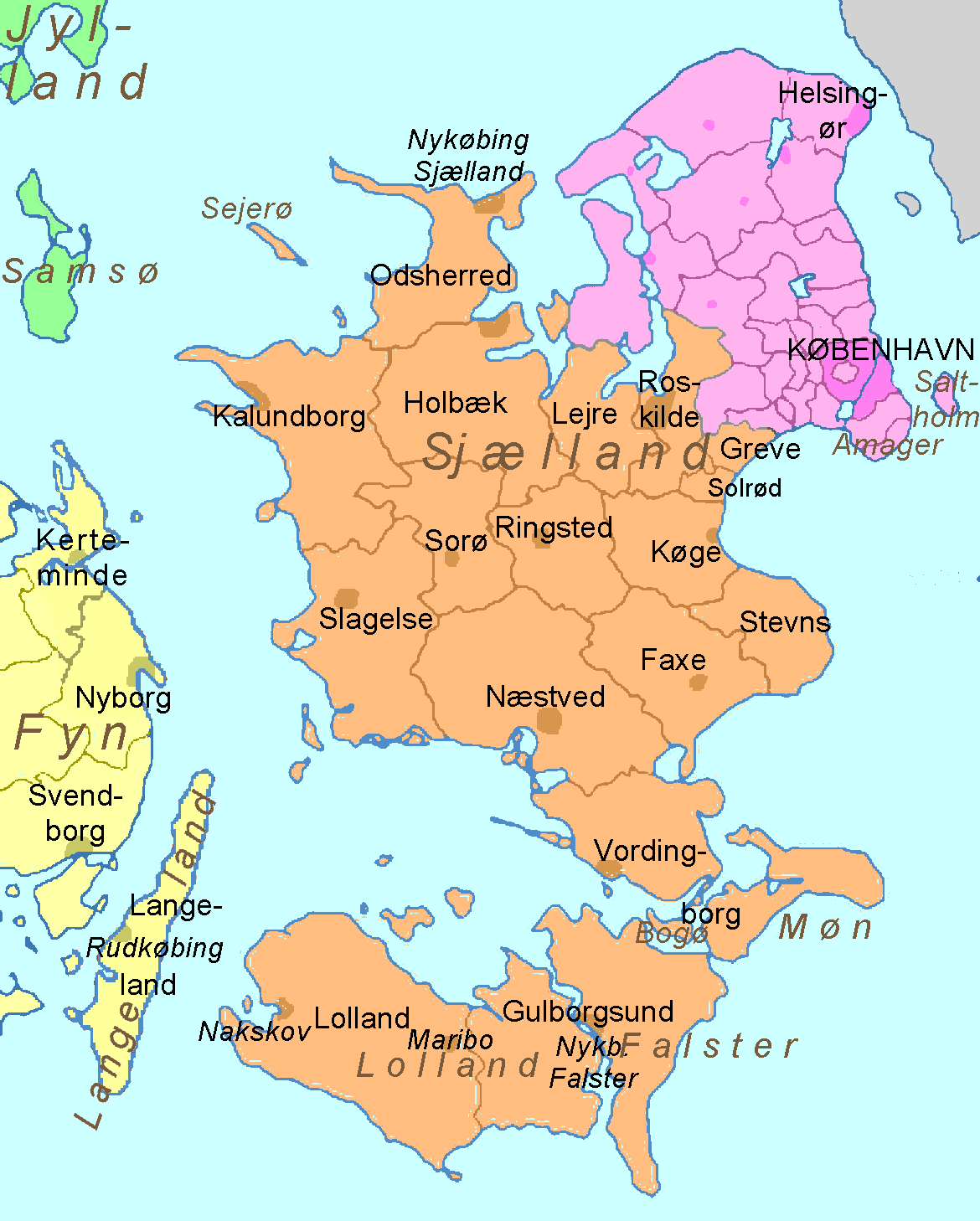
Zelandia i Region Stołeczny
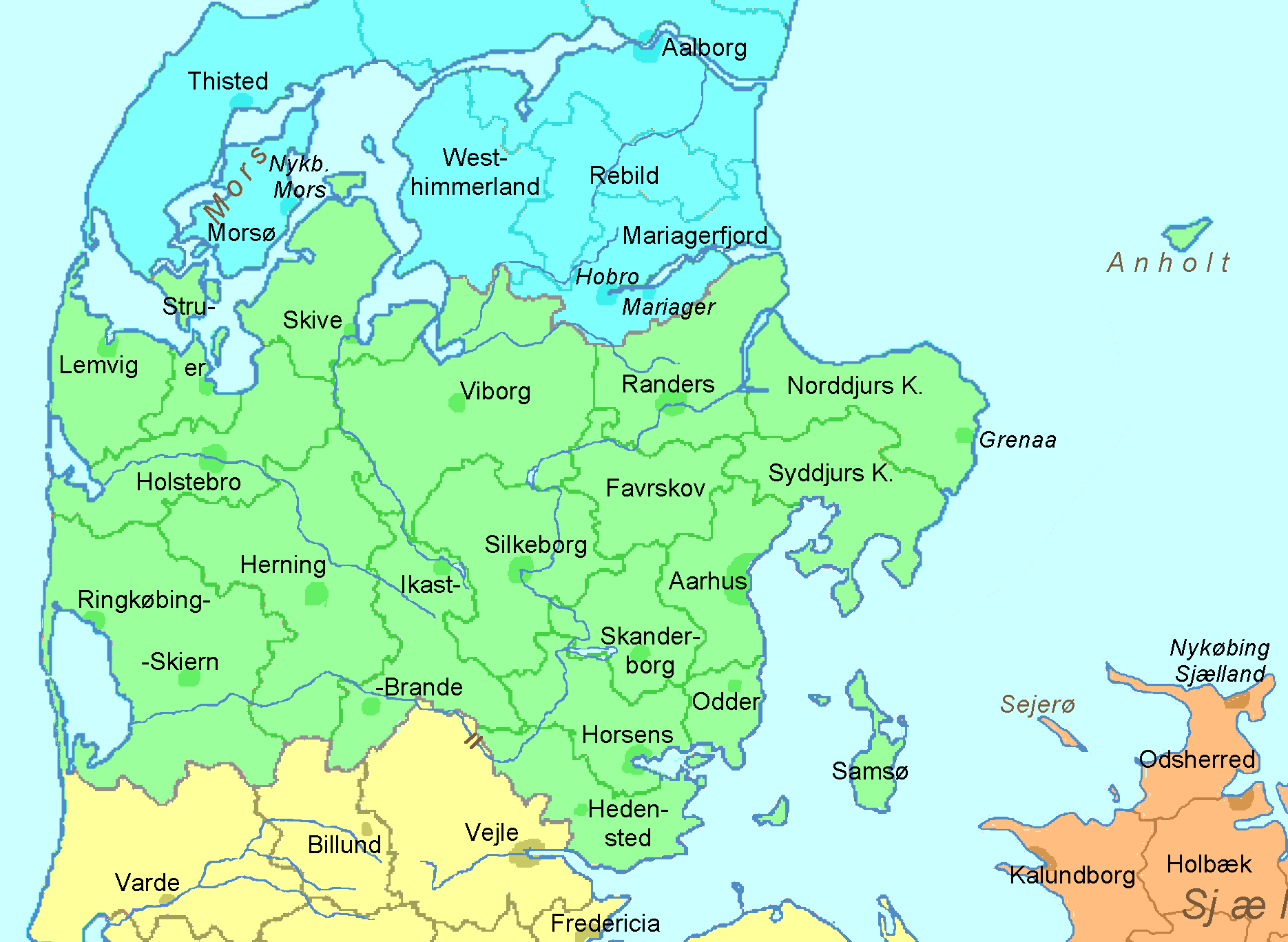
Jutlandia Środkowa
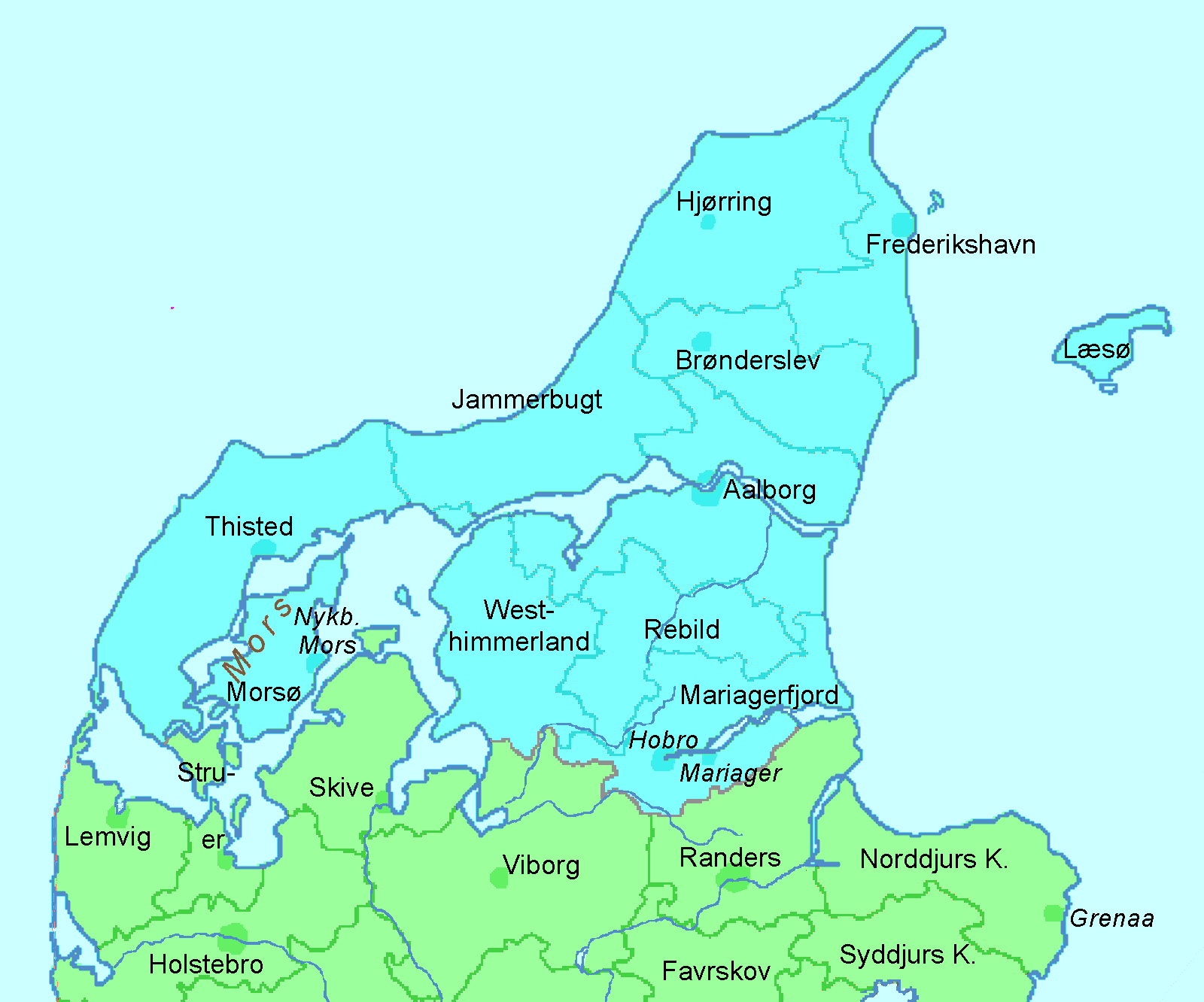
Jutlandia Północna

## Struktura w latach 1970–2006
Od 1 kwietnia 1970 do 31 grudnia 2006 Dania była podzielona na 16 okręgów i 275 gmin.

### Bornholm
- Gmina Bornholm

### Frederiksberg
- Gmina Frederiksberg

### Frederiksborg Amt
- Gmina Allerød
- Gmina Birkerød
- Gmina Farum
- Gmina Fredensborg-Humlebæk
- Gmina Frederikssund
- Gmina Frederiksværk
- Gmina Græsted-Gilleleje
- Gmina Helsinge
- Gmina Helsingør
- Gmina Hillerød
- Gmina Hundested
- Gmina Hørsholm
- Gmina Jægerspris
- Gmina Karlebo
- Gmina Skibby
- Gmina Skævinge
- Gmina Slangerup
- Gmina Stenløse
- Gmina Ølstykke

### Fyns Amt
- Gmina Assens
- Gmina Bogense
- Gmina Broby
- Gmina Egebjerg
- Gmina Ejby
- Gmina Faaborg
- Gmina Glamsbjerg
- Gmina Gudme
- Gmina Haarby
- Gmina Kerteminde
- Gmina Langeskov
- Gmina Marstal
- Gmina Middelfart
- Gmina Munkebo
- Gmina Nyborg
- Gmina Nørre Aaby
- Gmina Odense
- Gmina Otterup
- Gmina Ringe
- Gmina Rudkøbing
- Gmina Ryslinge
- Gmina Svendborg
- Gmina Sydlangeland
- Gmina Søndersø
- Gmina Tommerup
- Gmina Tranekær
- Gmina Ullerslev
- Gmina Vissenbjerg
- Gmina Ærøskøbing
- Gmina Ørbæk
- Gmina Årslev
- Gmina Aarup

### Københavns Amt
- Gmina Albertslund
- Gmina Ballerup
- Gmina Brøndby
- Gmina Dragør
- Gmina Gentofte
- Gmina Gladsaxe
- Gmina Glostrup
- Gmina Herlev
- Gmina Hvidovre
- Gmina Høje-Taastrup
- Gmina Ishøj
- Gmina Ledøje-Smørum
- Gmina Lyngby-Taarbæk
- Gmina Rødovre
- Gmina Søllerød
- Gmina Tårnby
- Gmina Vallensbæk
- Gmina Værløse

### Kopenhaga
- Gmina Kopenhaga

### Nordjyllands Amt
- Gmina Arden
- Gmina Brovst
- Gmina Brønderslev
- Gmina Dronninglund
- Gmina Farsø
- Gmina Fjerritslev
- Gmina Frederikshavn
- Gmina Hadsund
- Gmina Hals
- Gmina Hirtshals
- Gmina Hjørring
- Gmina Hobro
- Gmina Læsø
- Gmina Løgstør
- Gmina Løkken-Vrå
- Gmina Nibe
- Gmina Nørager
- Gmina Pandrup
- Gmina Sejlflod
- Gmina Sindal
- Gmina Skagen
- Gmina Skørping
- Gmina Støvring
- Gmina Sæby
- Gmina Aabybro
- Gmina Aalborg
- Gmina Aars

### Ribe Amt
- Gmina Billund
- Gmina Blaabjerg
- Gmina Blåvandshuk
- Gmina Bramming
- Gmina Brørup
- Gmina Esbjerg
- Gmina Fanø
- Gmina Grindsted
- Gmina Helle
- Gmina Holsted
- Gmina Ribe
- Gmina Varde
- Gmina Vejen
- Gmina Ølgod

### Ringkjøbing Amt
- Gmina Aulum-Haderup
- Gmina Brande
- Gmina Egvad
- Gmina Herning
- Gmina Holmsland
- Gmina Holstebro
- Gmina Ikast
- Gmina Lemvig
- Gmina Ringkøbing
- Gmina Skjern
- Gmina Struer
- Gmina Thyborøn-Harboøre
- Gmina Thyholm
- Gmina Trehøje
- Gmina Ulfborg-Vemb
- Gmina Videbæk
- Gmina Vinderup
- Gmina Aaskov

### Roskilde Amt
- Gmina Bramsnæs
- Gmina Greve
- Gmina Gundsø
- Gmina Hvalsø
- Gmina Køge
- Gmina Lejre
- Gmina Ramsø
- Gmina Roskilde
- Gmina Skovbo
- Gmina Solrød
- Gmina Vallø

### Storstrøms Amt
- Gmina Fakse
- Gmina Fladså
- Gmina Holeby
- Gmina Holmegaard
- Gmina Højreby
- Gmina Langebæk
- Gmina Maribo
- Gmina Møn
- Gmina Nakskov
- Gmina Nykøbing Falster
- Gmina Nysted
- Gmina Næstved
- Gmina Nørre Alslev
- Gmina Præstø
- Gmina Ravnsborg
- Gmina Rudbjerg
- Gmina Rødby
- Gmina Rønnede
- Gmina Sakskøbing
- Gmina Stevns
- Gmina Stubbekøbing
- Gmina Suså
- Gmina Sydfalster
- Gmina Vordingborg

### Sønderjyllands Amt
- Gmina Augustenborg
- Gmina Bov
- Gmina Bredebro
- Gmina Broager
- Gmina Christiansfeld
- Gmina Gram
- Gmina Gråsten
- Gmina Haderslev
- Gmina Højer
- Gmina Lundtoft
- Gmina Løgumkloster
- Gmina Nordborg
- Gmina Nørre-Rangstrup
- Gmina Rødding
- Gmina Rødekro
- Gmina Skærbæk
- Gmina Sundeved
- Gmina Sydals
- Gmina Sønderborg
- Gmina Tinglev
- Gmina Tønder (1970–2006)
- Gmina Vojens
- Gmina Aabenraa

### Vejle Amt
- Gmina Brædstrup
- Gmina Børkop
- Gmina Egtved
- Gmina Fredericia
- Gmina Gedved
- Gmina Give
- Gmina Hedensted
- Gmina Horsens
- Gmina Jelling
- Gmina Juelsminde
- Gmina Kolding
- Gmina Lunderskov
- Gmina Nørre-Snede
- Gmina Tørring-Uldum
- Gmina Vamdrup
- Gmina Vejle

### Vestsjællands Amt
- Gmina Bjergsted
- Gmina Dianalund
- Gmina Dragsholm
- Gmina Fuglebjerg
- Gmina Gørlev
- Gmina Hashøj
- Gmina Haslev
- Gmina Holbæk
- Gmina Hvidebæk
- Gmina Høng
- Gmina Jernløse
- Gmina Kalundborg
- Gmina Korsør
- Gmina Nykøbing-Rørvig
- Gmina Ringsted
- Gmina Skælskør
- Gmina Slagelse
- Gmina Sorø
- Gmina Stenlille
- Gmina Svinninge
- Gmina Tornved
- Gmina Trundholm
- Gmina Tølløse

### Viborg Amt
- Gmina Bjerringbro
- Gmina Fjends
- Gmina Hanstholm
- Gmina Hvorslev
- Gmina Karup
- Gmina Kjellerup
- Gmina Morsø
- Gmina Møldrup
- Gmina Sallingsund
- Gmina Skive
- Gmina Spøttrup
- Gmina Sundsøre
- Gmina Sydthy
- Gmina Thisted
- Gmina Tjele
- Gmina Viborg
- Gmina Aalestrup

### Århus Amt
- Gmina Ebeltoft
- Gmina Galten
- Gmina Gjern
- Gmina Grenaa
- Gmina Hadsten
- Gmina Hammel
- Gmina Hinnerup
- Gmina Hørning
- Gmina Langå
- Gmina Mariager
- Gmina Midtdjurs
- Gmina Nørhald
- Gmina Nørre Djurs
- Gmina Odder
- Gmina Purhus
- Gmina Randers
- Gmina Rosenholm
- Gmina Rougsø
- Gmina Ry
- Gmina Rønde
- Gmina Samsø
- Gmina Silkeborg
- Gmina Skanderborg
- Gmina Sønderhald
- Gmina Them
- Gmina Århus